# Аріософія
Аріософія (нім. Ariosophie), також арманізм (нім. Armanenschaft) або гіперборейський гностицизм — це релігійний рух, що виник у Німеччині на початку 20-го століття завдяки публікаціям деяких теософів, таких як Ґвідо фон Ліст та Йорг Ланц фон Лібенфельс. Термін, введений Ланцем, можна перекласти як «знання арійців», і він визначає гнозис, основна мета якого була в основному двоякою: перша — досягти тріумфу арійців над іншими передбачуваними людськими расами за допомогою містичних і політичних засобів, а друга — відновити давню арійську релігію та її давні традиції, щоб повернути германські народи до їх первісної чистоти і заново відкрити первісну «Землю» гіперборейців, божественних людей, від яких, за переказами, походять самі арійці.

## Ідеологія
Засновники аріософії переосмислили різні вчення völkisch, що виникли на зламі 19-20 століть в опозиції як до Просвітництва, так і до позитивізму, спільною рисою яких була ворожість до наукового знання та нового масового суспільства, що виникло в результаті промислової революції. Серед цих доктрин деякі спиралися на націоналізм і романтизм, інші — на східні релігії та расові теорії, створені в контексті колоніального імперіалізму: так, з одного боку, аріософія поєднувала неоязичництво, пангерманізм, неотамплієризм і рух волькістів, а з іншого — індуїзм, теософію та інші течії, що походять від останніх, приправлені расистськими та антисемітськими концепціями. Беручи до уваги, наприклад, космогонію рас і теософську перспективу регресу цивілізації, аріософи стверджували, що германські народи, будучи ближчими до природи і до передбачуваної фізичної і духовної досконалості арійського типу, були нащадками гіпербореїв, двох вищих і божественних рас, які жили в давнину і чия первісна чистота буде забруднена з приходом історичного світу. Тому необхідно було відновити цю чистоту шляхом палінгенезису цивілізації, який мав бути реалізований як новий Золотий вік у рамках концепції чотирьох епох циклічного часу (ідея, що мала індуїстське походження).
Прихильники теорії глобальної змови, аріософи мали намір протистояти, у маніхейський спосіб, передбачуваній змові семітських народів, які вважалися неминучими супротивниками аріїв як втілення злих і темних сил Калі-Юґи, керованих Яхве, що трактувався як гностичний деміург, а отже, як творець матеріалізму. Ця боротьба повинна була вестися без пощади, використовуючи як противагу добрі і світлі сили аріїв, які повинні були заново відкрити свою давню релігію і реформувати легендарну жрецьку касту Armanenschaft, хранительку величезних езотеричних знань і величезних містичних сил. Християнство, розірвавши зв'язок між германськими народами та природою, змусило цих мудреців стати анонімними, і тому необхідно було шукати їх в Азії, де вони, як вважалося, переховувалися, і водночас покласти край занепаду арійської раси, створивши нове арійське королівство, яке підкорило б нижчі раси, винищити євреїв, скасувати змішані шлюби і за допомогою євгенічної політики відновити чистоту крові вищої раси, пробудивши її прихований потенціал, який атрофувався саме через змішання крові з нижчими расами. Таким чином, аріософія виправдовувала антисемітизм без жодних наукових доказів і так само довільно визнавала спільне арійсько-гіперборейське походження індійської та одінічної езотеричних традицій. На думку теоретиків спотвореного псевдоісторичного вчення аріософії, релігійна традиція індоєвропейських народів також з доісторичних часів переважала б над традиціями всіх інших етносів, заклавши таким чином духовні, моральні та наукові основи найбільших цивілізацій минулого, таких як ведична цивілізація, греко-римська цивілізація та германська цивілізація. 
Фон Ліст навіть зайшов так далеко, що передбачив неминучу появу «сильного, що зійде згори», який зіграє роль месії і рятівника аріїв: він нарешті зможе ініціювати відродження арійського Золотого Віку. Арійські таємні секти незабаром визнали в Адольфі Гітлері Аватара, який мав протистояти єврейському та матеріалістичному ворогу Калі Юґи. Націонал-соціалістичний рух Гітлера, політичний спадкоємець аріософії, розділив у відповідь всі аріософські положення, які стали справжніми ідеологічними стовпами нацизму. Наслідком цього стала віра адептів у Третій Рейх як предтечу того арійського царства, яке передбачала аріософія, а також метаполітичне та містичне забарвлення нацизму. Окультисти, такі як Гвідо фон Ліст та Йорг Ланц фон Лібенфельс, надихали таких політиків, як Дітріх Еккарт та Альфред Розенберг, які, в свою чергу, проклали шлях до Адольфа Гітлера, який задумав нацистську ідеологію, вступивши в контакт з езотеричними сектами, пов'язаними з аріософським контекстом, такими як «Германський орден» та «Товариство Туле», і врешті-решт вважав себе пророком нового арійського порядку. Аріософія була особливо натхненна «Червоною книгою» (нім. Schwarze Sonne) Генріха Гіммлера, яка на найвищому рівні стала справжнім ініціативним орденом, що зустрічався в духовному центрі, розташованому в замку Вевельсбург.